# Wellachköpfe
Die Wellachköpfe sind mehrere Berggipfel in der Granatspitzgruppe (Muntanitzkamm) in Osttirol. Die Wellachköpfe liegen im Gemeindegebiet von Matrei in Osttirol. Als Hauptgipfel der Wellachköpfe gilt der (3037 m ü. A.) hohe Südgipfel. Mit dem Südlichen Vorgipfel (3002 m ü. A.) und den beiden Nordgipfeln (3110 m ü. A.) und (3117 m ü. A.) bestehen zusätzlich drei unmerkliche Nebengipfel. Der Name Wellach besitzt indoeuropäische Wurzeln (drehen beziehungsweise wälzen) und weist auf einen abgerundeten Berg hin.
Der Normalweg auf die Wellachköpfe beginnt an der Sudetendeutschen Hütte. Der Anstieg führt über Moränenbuckel, Sandböden, Altschnee und Schutthalden auf den Grat der Wellachköpfe. Die Wellachköpfe können in der Folge in leichtem Gehgelände erwandert werden, lediglich der Südgipfel weist leichtes Klettergelände auf (Schwierigkeitsgrad I). Die Wellachköpfe sind in der Regel kein eigenständiges Tourenziel, sondern werden auf dem Weg zum Kleinen und Großen Muntanitz erstiegen.